# Black Ball Camp

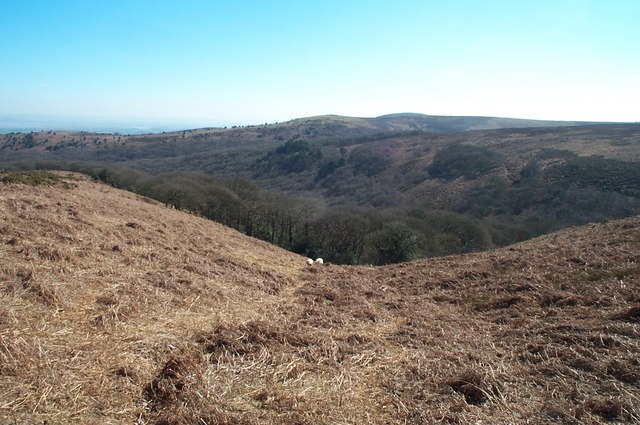
Black Ball Hill

Black Ball Camp ist eine Burgruine südsüdwestlich von Dunster in der englischen Grafschaft Somerset. Die Wallburg aus der Eisenzeit liegt auf dem Nordgipfel von Gallox Hill und gilt als Scheduled Monument.
Die Anlage wird auch British Camp genannt und steht möglicherweise mit dem nahegelegenen Bat’s Castle in Zusammenhang. Sie hat eine 3 Meter hohe Ringmauer und einen 2 Meter tiefen Graben.  Zu Beginn des 20. Jahrhunderts waren die Fundamente eines steinernen Turmes sichtbar, aber sie existieren heute nicht mehr.